# Beachhandball-Ozeanienmeisterschaften 2023/Frauen
Das Turnier der Frauen bei den Ozeanienmeisterschaften des Jahres 2023 im Beachhandball war das sechste Turnier seiner Art in Ozeanien. Es nahmen vier Mannschaften teil. Gleichzeitig fand auch das Turnier der Männer statt.
Die Kader und Statistiken finden sich auf dieser Unterseite.

## Turnierverlauf
Favorit war die Mannschaft Australiens, die bislang alle Austragungen des Wettbewerbs gewonnen hatte. Die Stärken und Möglichkeiten der anderen Mannschaften waren schwer einzuschätzen. Für die Mannschaften der Cook-Inseln und Amerikanisch-Samoa waren es die ersten internationalen Spiele nach den langen Einschränkungen aufgrund der COVID-19-Pandemie, zudem gab es in der Mannschaft Amerikanisch-Samoas einen deutlichen Umbruch, nachdem etwa die Zwillingstöchter des Trainers aufgrund ihres Studiums in den USA nicht teilnehmen konnten, andere ehemalige Spielerinnen zum Militär gegangen oder Mutter geworden waren. Von der vormals erfolgreichen Mannschaft, die 2018 und 2019 zweimal kontinentale Vizemeisterinnen werden konnte, waren nur noch vier Spielerinnen dabei.

### Vorrunde
| R | Verein             | Spiele | Spiele | Spiele | Sätze | Sätze | Sätze | Tore | Tore | Tore | Pu |
| R | Verein             | Sp     | S      | N      | G     | V     | +-    | T+   | T-   | +-   | Pu |
| - | ------------------ | ------ | ------ | ------ | ----- | ----- | ----- | ---- | ---- | ---- | -- |
| 1 | Australien         | 3      | 3      | 0      | 6     | 0     | +6    | 132  | 45   | +87  | 6  |
| 2 | Neuseeland         | 3      | 2      | 1      | 4     | 3     | +1    | 72   | 52   | +20  | 4  |
| 3 | Cookinseln         | 3      | 1      | 2      | 3     | 4     | −1    | 56   | 86   | −30  | 2  |
| 4 | Amerikanisch-Samoa | 3      | 0      | 3      | 0     | 6     | −6    | 37   | 114  | −77  | 0  |

| G02 | 20.04. 10:00 Uhr | Neuseeland         | – | Cookinseln         | 2:1 (12:2, 6:7, 6:3) |
| G03 | 20.04. 10:00 Uhr | Australien         | – | Amerikanisch-Samoa | 2:0 (22:7, 28:10)    |
| G05 | 20.04. 15:00 Uhr | Neuseeland         | – | Australien         | 0:2 (2:12, 6:18)     |
| G08 | 21.04. 11:00 Uhr | Australien         | – | Cookinseln         | 2:0 (24:7, 28:13)    |
| G09 | 21.04. 10:00 Uhr | Amerikanisch-Samoa | – | Neuseeland         | 0:2 (4:18, 6:22)     |
| G11 | 21.04. 14:00 Uhr | Cookinseln         | – | Amerikanisch-Samoa | 2:0 (12:6, 12:4)     |

### Finalrunde
| Halbfinale | Halbfinale         | Halbfinale |                  |                    | Finale     | Finale | Finale |
|            |                    |            |                  |                    |            |        |        |
| VR1        | Australien         | 2          |                  |                    |            |        |        |
| VR4        | Amerikanisch-Samoa | 0          |                  |                    | Finale     | Finale | Finale |
|            |                    |            | HF1              | Australien         | 2          |        |        |
|            |                    |            |                  | HF2                | Neuseeland | 0      |        |
| VR2        | Neuseeland         | 2          |                  |                    |            |        |        |
| VR3        | Cookinseln         | 0          |                  |                    |            |        |        |
|            |                    |            | Spiel um Platz 3 |                    |            |        |        |
|            |                    |            | HF1              | Amerikanisch-Samoa | 0          |        |        |
| HF2        | Cookinseln         | 2          |                  |                    |            |        |        |
|            |                    |            |                  |                    |            |        |        |

Halbfinals
| G13 | 22.04. 09:00 Uhr | Australien | – | Amerikanisch-Samoa | 2:0 (24:3, 21:6) |
| G14 | 22.04. 10:00 Uhr | Neuseeland | – | Cookinseln         | 2:0 (8:2, 10:9)  |

Spiel um Platz 3
| G16 | 22.04. 13:00 Uhr | Amerikanisch-Samoa | – | Cookinseln | 0:2 (11:15, 6:22) |

Finale
| G17 | 22.04. 14:00 Uhr | Australien | – | Neuseeland | 2:0 (16:8, 20:8) |

## Auszeichnungen
- MVP:  Claudia Mitchell[11]
- Beste Torschützin:  Claudia Mitchell
- Beste Torhüterin:  Jemima Harbort